# 氯化锶
氯化鍶（SrCl2）是鍶和氯的鹽。這是一種典型的鹽，水溶液为中性。与其他鍶化合物类似，氯化鍶在火焰下呈紅色，因此它被用於製造紅色煙火。其化學性質介於氯化鋇（毒性更強）和氯化鈣間。

## 製備
氯化鍶可由氫氧化鍶或碳酸鍶加入鹽酸製備：
Sr(OH)2 + 2 HCl → SrCl2 + 2 H2O
冷卻水溶液得到結晶的六水合物 SrCl2·6H2O。此鹽通常在約 61°C 時產生脫水現象，在 320°C 時會完全脫水。

## 使用
氯化鍶沒有什麼大用途。它是制取其他鍶化合物的前體，如鉻酸鍶。它被用來作為鋁的緩蝕劑。铬酸根离子与硫酸根离子类似，其相应的沉淀反应亦类似：
SrCl2 + Na2CrO4 → SrCrO4 + 2 NaCl
氯化鍶偶爾用來作為煙火的紅色著色劑。在玻璃製造和冶金也會加入少量的氯化鍶。放射性同位素鍶-89用來治療骨癌，通常是以氯化鍶的形式操作。海水水族館需要少量的氯化鍶，用來提供某些浮游生物產生外骨骼。

### 牙齒護理
SrCl2有助於降低牙齦敏感度和牙周病。在美國知名的 Elecol 和舒酸定，都是所謂的「氯化鍶牙膏」，雖然目前大部分已使用替代的硝酸鉀（除"Sensodyne original"之外）。